# Teufelsseechaussee
Die Teufelsseechaussee ist eine Straße im Berliner Ortsteil Grunewald. Als Stichstraße liegt sie im Westen der deutschen Hauptstadt im Bezirk Charlottenburg-Wilmersdorf und verläuft vollständig durch den Forst Grunewald.

## Geschichte der Straße
Die Verkehrstrasse nimmt den Verlauf älterer Forstwirtschaftswege auf. Im Jahr 1922 war ein erster südwärts abgehender Teil der Heerstraße ausgebaut, der den Namen Teufelsseestraße erhielt. Im Adressbuch taucht erstmals im Jahr 1938 die Teufelsseechaussee auf.
Als im Jahr 1937 mit der Umgestaltung Berlins zur „Welthauptstadt Germania“ begonnen wurde, legte Adolf Hitler an der Teufelsseechaussee persönlich den Grundstein für eine Wehrtechnische Fakultät, die hier als Anfang einer völlig neuen Hochschulstadt entstehen sollte. Wegen des bald beginnenden Krieges und der Umverteilung der Geldmittel wurde dieses Bauwerk nicht vollendet, stattdessen wurde es bei der Beseitigung der Kriegstrümmer mit Millionen Tonnen Häuserschutt zugedeckt, wodurch der Teufelsberg entstand.

## Verlauf
Die Teufelsseechaussee ist die Verlängerung der Teufelsseestraße, die von der Heerstraße – an der sich der gleichnamige S-Bahnhof befindet (Strecke Richtung Spandau und zum Westkreuz zur Ring- und Stadtbahn) – bis zum Waldrand geht.
Die Teufelsseechaussee führt zunächst in südsüdwestlicher Richtung in einer leichten Linkskurve durch den Grunewald. Rechts ragt zwischen den Bäumen fast unmittelbar neben der Straße der Drachenberg (ca. 99 Meter) sowie der Teufelsberg (120,1 Meter) auf. Der etwas niedrigere Drachenberg ist weitgehend auf seinem Plateau unbewachsen und wird als Ausflugsziel im Grunewald genutzt. Ein großer Parkplatz schließt sich rechts an die Teufelsseechaussee an, weiter südlich gibt es noch einige Zufahrten zum Parkplatz und zum Teufelsberg, die zum Teil noch aus der Zeit stammen, als Lastwagen den Schutt und die Trümmer auf den Berg transportierten. In diesem nördlichen Abschnitt gibt es zwischen der Straße und der anschließenden Siedlung Eichkamp und den dort ebenfalls vorhandenen Sportplätzen links (also östlich) noch ein Waldgebiet.
Wie im gesamten Verlauf dominieren Kiefern das Bild, wobei auch einige Laubbäume dazwischengestreut sind.
Der Teufelsberg ist relativ dicht bewachsen und wird von der Teufelsseechaussee in einer anschließenden weiten Rechtskurve umfahren. Weitere Wege führen dort steil hinauf, zum Teil sind von der Straße – je nach Jahreszeit – auch die Serpentinen zu erkennen, die sich den Berg hochschlängeln.
In einer weiteren leichten Linkskurve, wobei die Richtung von West-Südwest nach Südwest wechselt, ist der erste wesentliche Höhenunterschied festzustellen. Der Verlauf der Straße passt sich den Reliefgegebenheiten an und führt in die Senke der Teufelssee-Seenkette, einer Spur der letzten Eiszeit. Hier haben sich einige Seen gebildet, wovon der Teufelssee der größte ist. Einige andere – weiter südlich gelegene – ehemalige Seen wie der Barssee und der Pechsee sind zum großen Teil verlandet.

## Angrenzende Straßen und Anlagen
Auf der linken Seite befindet sich im Wald die Kolonie ‚Grunewald‘. Sie ist durch einen befestigten Weg – die Verbindungschaussee, die weiter nach Süden führt – an die Teufelsseechaussee und somit an die Straßen angeschlossen. Hinter der Gartenkolonie gelangt man nach einigen hundert Metern Fußweg zu einer ehemaligen Kiesgrube, die heute ebenfalls ein Ausflugsziel ist.
Eine weitere Straße führt rechts hinauf zum höheren Gipfel des Teufelsberges. Sie ist mit Parkplätzen gesäumt und besitzt für Berlin relativ ungewöhnliche Serpentinen und Steigungen, was unter anderem von Radfahrern geschätzt wird.
Der Teufelssee ist ein beliebtes Ausflugsziel und besitzt eine Badestelle, von der man einen Blick zum Teufelsberg hat. Am Ende der Chaussee gibt es weitere großzügige Parkplätze. Das Ökowerk Teufelssee, ein ehemaliges Wasserwerk, ist gut zu erreichen, ebenso wie die oben erwähnte Kiesgrube. Das Gebiet um den Teufelssee und das umliegende Moor, das Teufelsfenn, stehen unter Naturschutz.

## Besonderheiten
- Die gesamte Teufelsseechaussee ist als Fahrradstraße ausgewiesen.
- Die Teufelsseechaussee ist eine der am Weitesten in den Grunewald reichenden Straßen.